# 哈尔·阿伯尔森
哈尔·阿伯尔森（英語：Hal Abelson，1947年4月26日—）是美国麻省理工學院电子工程和计算机科学部门的一名计算机科学教授，电气电子工程师学会院士, 创作共用，自由软件基金会，麻省理工网络开放课程，媒体实验室 Center for Mobile Learning，MIT App Inventor的創始领导人。

## 工作

### 计算机科学教育
阿伯尔森与傑拉德·傑伊·薩斯曼和傑拉德·傑伊·薩斯曼的妻子朱莉·薩斯曼合写了一本关于计算机程序设计的总体性观念的基礎教科书《计算机程序的构造和解释》（Structure and Interpretation of Computer Programs）。这书中使用程序设计语言Lisp的方言Scheme来解释计算机科学的核心概念，包括抽象化、递归、直譯器以及元語言抽象。

### 自由软件运动
阿伯尔森与傑拉德·傑伊·薩斯曼一直推动自由软件运动，并担任自由软件基金会董事会之职责。
阿伯尔森与Andrew Huang合著《Hacking the Xbox》以及与Keith Winstein一同編寫Perl DeCSS脚本语言（被认为qrpff），和流行于MIT校园音乐发行系统LAMP。MIT OpenCourseWare计划由阿伯尔森和其他麻省理工学院教师所率先发起及推广。

### 可视化编程
阿伯尔森是谷歌的客座教员。身为教育计划“Android应用开发者”团队的领导员，其目的是让没有编程背景的人们可以简单地写出移动手机应用，“探索一下这是否可以改变计算介绍的本质”。2011年，他与David Wolber、Ellen Spertus和Liz Looney合写了《应用开发者》一書，由歐萊禮媒體发行。

### 亚伦·斯沃茨事件
2013年1月，开放激进分子亚伦·斯沃茨自杀了。他曾在麻省理工学院附近被捕，因涉嫌通过麻省理工学院的开放存取校园网络下载JSTOR文章的罪行而面临长达35年的监禁。
作为回应，麻省理工学院任命哈尔·阿伯尔森领导一项内部调查，对学校在联邦调查局起诉亚伦·斯沃茨的过程中的选择和作用进行调查。该报告于2013年7月26日提交。它的结论是，麻省理工学院在法律上没有做错什么，但建议麻省理工学院考虑改变其一些内部政策。

## 参照
1. ↑  Template:Cite LAF
2. ↑  官方站点，包括书的全文。 （页面存档备份，存于）
3. ↑  Brian Harvey. . Cs.berkeley.edu. 2011  [2013-10-06]. （原始内容存档于2016-05-07）.
4. 1 2  . Association for Computing Machinery.   [2013-10-11]. （原始内容存档于2019-10-19）.
5. ↑  The current board of directors （页面存档备份，存于）, Free Software Foundation
6. ↑  Aufderheide, Patricia; Jaszi, Peter. . University of Chicago Press. 2011: 53  [2013-12-23]. ISBN 9780226032443. （原始内容存档于2014-09-21）.
7. ↑  Abelson, Hal. . Official Google Research Blog. 2009-07-31  [2009-08-07]. （原始内容存档于2010-08-07）.
8. ↑  . The United States Attorney's Office: District of Massachusetts. US Department of Justice. 2011-07-19  [2019-09-07]. （原始内容存档于2012-05-26）.
9. ↑  Smith, Gerry. . Huffington Post. 2013-01-15  [2013-01-16]. （原始内容存档于2013-01-16）.
10. ↑  Smith, Gerry. . MIT News. 2013-01-15  [2013-01-16]. （原始内容存档于2013-01-16）.
11. ↑  Smith, Gerry. . The Washington Post. 2013-01-15  [2013-01-16]. （原始内容存档于2014-10-19）.
12. ↑  Abelson, Hal.  (PDF). Massachusetts Institute of Technology. 2013-07-26  [2013-08-02]. （原始内容存档 (PDF)于2014-12-29）.